# 普瓦圖驢

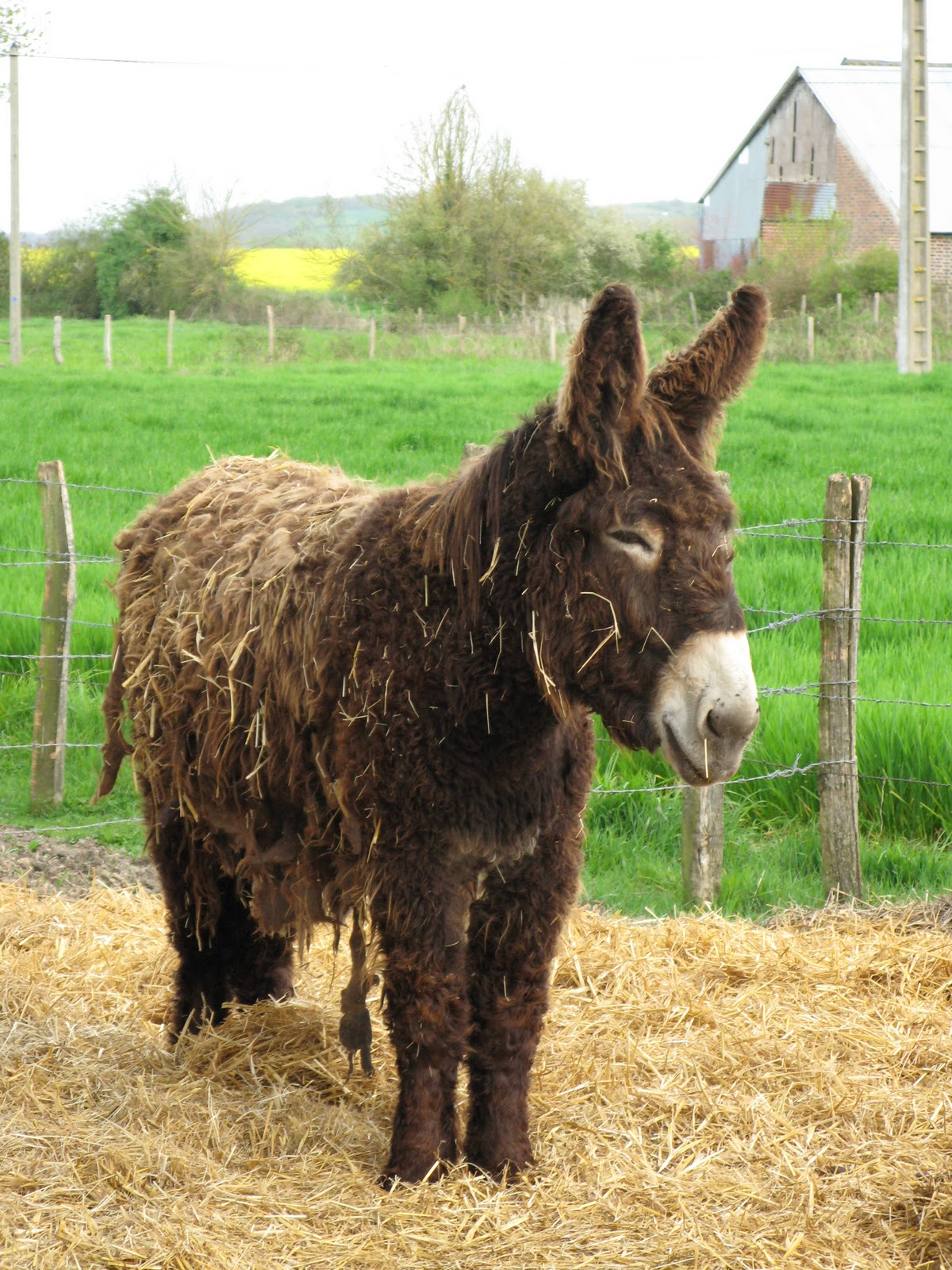
成年的普瓦圖驢

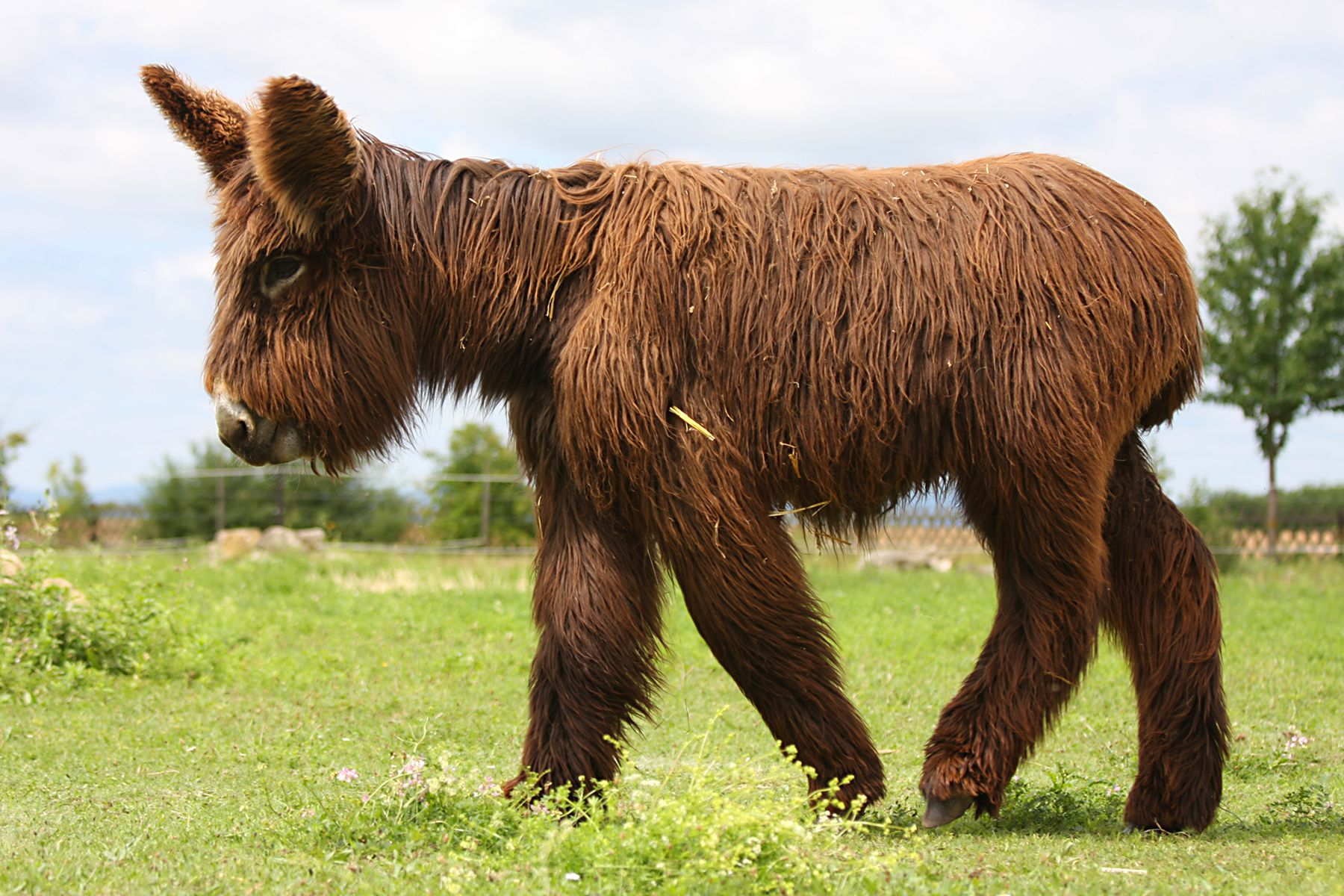
一歲大的普瓦圖雌驢

普瓦圖驢（法語：âne du Poitou、，英語：、Poitou ass、Poitevin donkey），俗稱長毛驢，一種驢子的品種，原產地在法國普瓦圖行省，因此得名。厚重的毛皮是它外觀最主要的特徵，目前全球剩下不到一千頭。